# Max Littmann

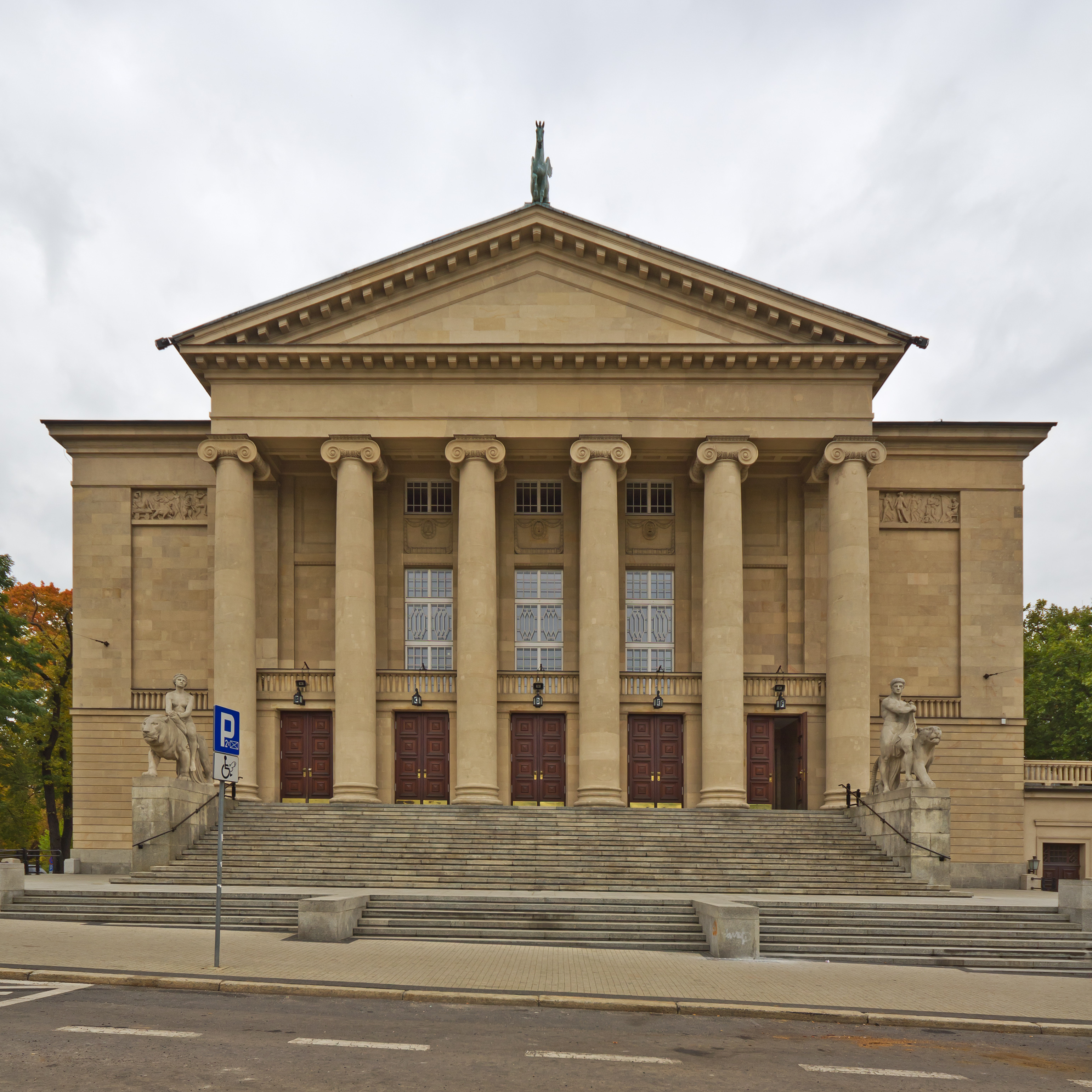
Operan i Poznań (Posen).

Max Littmann, född 3 januari 1862 i Schloβchemnitz, död 20 september 1931 i München, var en tysk arkitekt.
Max Littmann studerade i Dresden och i München, där han blev professor 1901 och där han byggde Hofbräuhaus (1897), sjukhus, affärshus, banker, teatrar (Schauspielhaus och Prinzregententtheater 1900-01). Han byggde även teatrar i Berlin (Schillerteatern i Charlottenburg 1905), i Weimar (Hoftheater 1906), i Posen (Stadttheater 1910), Stuttgart (Staatstheater Stuttgart 1912) och flera andra städer.